# (214715) Silvanofuso
(214715) Silvanofuso est un astéroïde de la ceinture principale.

## Description
(214715) Silvanofuso est un astéroïde de la ceinture principale. Il fut découvert le 10 octobre 2006 à San Marcello Pistoiese par Luciano Tesi et Giancarlo Fagioli. Il présente une orbite caractérisée par un demi-grand axe de 3,02 UA, une excentricité de 0,10 et une inclinaison de 9,9° par rapport à l'écliptique.

## Compléments